# Neuilly-lès-Dijon
Neuilly-lès-Dijon foi uma antiga comuna francesa na região administrativa da Borgonha-Franco-Condado, no departamento de Côte-d'Or. Estendia-se por uma área de 4,62 km². Em 2010 a comuna tinha 2 820 habitantes (densidade: 610,4 hab./km²).
Em 28 de fevereiro de 2019, passou a fazer parte da nova comuna de Neuilly-Crimolois.